# 사장님이 美쳤어요
사장님이 美쳤어요는 KBS 1TV에서 방송되었던 시사교양 프로그램이다.

## 기획 의도
나눔과 공유의 CEO와 직원을 우선시하는 회사가 어떻게 성과를 더 낼 수 있는지 비법을 공개하는 시사교양 프로그램이다.

## 방송 시간
| 방송 채널 | 방송 기간                          | 방송 시간                            |
| --------- | ---------------------------------- | ------------------------------------ |
| KBS 1TV   | 2016년 12월 18일 ~ 2017년 2월 12일 | 매주 일요일 낮 1시 20분 ~ 2시 20분   |
| KBS 1TV   | 2018년 10월 7일 ~ 2018년 11월 11일 | 매주 일요일 오전 10시 5분 ~ 11시     |
| KBS 1TV   | 2019년 9월 18일 ~ 2019년 11월 6일  | 매주 수요일 저녁 7시 40분 ~ 8시 30분 |
| KBS 1TV   | 2020년 12월 6일 ~ 2021년 1월 17일  | 매주 일요일 낮 1시 50분 ~ 2시 40분   |
| KBS 1TV   | 2021년 12월 19일 ~ 2022년 1월 30일 | 매주 일요일 낮 1시 40분 ~ 2시 430분  |

## 진행자
| 역대 (대수) | 진행자        | 진행 기간                          |
| ----------- | ------------- | ---------------------------------- |
| 1대         | 박수홍 김솔희 | 2016년 12월 18일 ~ 2017년 2월 12일 |
| 2대         | 도경완 이정민 | 2018년 10월 7일 ~ 2018년 11월 11일 |
| 3대         | 도경완 이정민 | 2019년 9월 18일 ~ 2019년 11월 6일  |
| 4대         | 도경완 이정민 | 2020년 12월 6일 ~ 2021년 1월 17일  |
| 5대         | 한석준 김솔희 | 2021년 12월 19일 ~ 2022년 1월 30일 |

## 방송 회차
| 회차   | 연도   | 방송일    | 제목                                     | 시청률 |
| 시즌 1 | 시즌 1 | 시즌 1    | 시즌 1                                   | 시즌 1 |
| ------ | ------ | --------- | ---------------------------------------- | ------ |
| 1회    | 2016년 | 12월 18일 | 경한코리아 / 아이온 커뮤니케이션즈       | 4.9%   |
| 2회    | 2016년 | 12월 25일 | 데호테크 / 서울에프엔비                  | 5.3%   |
| 3회    | 2017년 | 1월 8일   | 마이다스아이티 / 대모엔지니어링          | 4.8%   |
| 4회    | 2017년 | 1월 15일  | 아진산업 / 신화철강                      | 5.4%   |
| 5회    | 2017년 | 1월 22일  | 비비테크 / 연우                          | 4.9%   |
| 6회    | 2017년 | 2월 5일   | 성심당 / 베셀                            | 5.3%   |
| 7회    | 2017년 | 2월 12일  | 시즌 1 최종회                            | 4.4%   |
| 시즌 2 |        |           |                                          |        |
| 1회    | 2018년 | 10월 7일  | 씨알푸드 / 휴넷                          | 2.7%   |
| 2회    | 2018년 | 10월 14일 | 플레이오토 / 텔스타홈멜                  | 2.9%   |
| 3회    | 2018년 | 10월 21일 | 위드텍 / 클레스                          | 2.5%   |
| 4회    | 2018년 | 10월 28일 | 메카로 / 쎄믹스                          | 2.9%   |
| 5회    | 2018년 | 11월 4일  | 대홍코스텍 / 금진                        | 2.2%   |
| 6회    | 2018년 | 11월 11일 | 시즌 2 최종회                            | 2.2%   |
| 시즌 3 |        |           |                                          |        |
| 1회    | 2019년 | 9월 18일  | 씨엔티테크 / 코아드                      | 4.5%   |
| 2회    | 2019년 | 9월 25일  | 메타바이오메드 / SQ 엔지니어링           | 4.5%   |
| 3회    | 2019년 | 10월 9일  | 태운 / 금성화학                          | 5.0%   |
| 4회    | 2019년 | 10월 16일 | 이노 시뮬레이션 / 에스지오               | 4.6%   |
| 5회    | 2019년 | 10월 23일 | 풍원화학 / SG 주식회사                   | 4.8%   |
| 6회    | 2019년 | 10월 30일 | 스폐셜                                   | 4.3%   |
| 7회    | 2019년 | 11월 6일  | 시즌 3 최종회                            | 4.2%   |
| 시즌 4 |        |           |                                          |        |
| 1회    | 2020년 | 12월 6일  | 포스트 코로나 특집 - 코로나를 이긴다 1부 | 2.9%   |
| 2회    | 2020년 | 12월 13일 | 포스트 코로나 특집 - 코로나를 이긴다 2부 | 4.1%   |
| 3회    | 2020년 | 12월 20일 | 포스트 코로나 특집 - 코로나를 이긴다 3부 | 4.0%   |
| 4회    | 2020년 | 12월 27일 | 포스트 코로나 특집 - 코로나를 이긴다 4부 | 3.7%   |
| 5회    | 2021년 | 1월 3일   | 포스트 코로나 특집 - 코로나를 이긴다 5부 | 3.4%   |
| 6회    | 2021년 | 1월 10일  | 포스트 코로나 특집 - 코로나를 이긴다 6부 | 3.0%   |
| 7회    | 2021년 | 1월 17일  | 포스트 코로나 특집 - 코로나를 이긴다 7부 | 2.8%   |
| 시즌 5 |        |           |                                          |        |
| 1회    | 2021년 | 12월 19일 | 아하정보통신 & 지맥스                    | 3.1%   |
| 2회    | 2021년 | 12월 26일 | ANH 스트럭쳐 & 클레버                    | 2.8%   |
| 3회    | 2022년 | 1월 2일   | 넥스틴 & 이앤디일렉트릭                  | 2.8%   |
| 4회    | 2022년 | 1월 9일   | 화인테크놀리지 & 이비가푸드              | 3.0%   |
| 5회    | 2022년 | 1월 16일  | VTPL & 영도산업                          | 2.5%   |
| 6회    | 2022년 | 1월 23일  | 장암칼스 & 우성플라테크                  | 3.0%   |
| 7회    | 2022년 | 1월 30일  | 美친 회사 최강전                         | 2.5%   |